# M・M・ヴァールブルク&CO
M・M・ヴァールブルク&CO KGaA （M. M. Warburg & CO KGaA）は、ドイツのユダヤ系大手銀行である。本拠地はハンブルク。ヴァールブルクは、しばしばウォーバーグとも書かれる。
1798年、モーゼス・マルクスとゲルゾーン・ヴァールブルクの兄弟によって設立。ケルンとフランクフルトに事務所を置く。
1814年にヴァールブルク家はN・M・ロスチャイルド&サンズの系列家族となった。
アーリア化されてしばらくはBrinkmann, Wirtz & Co. という社名を用いた。戦後、ジーグムント・ヴァールブルクが欧州石炭鉄鋼共同体を強く推進した。クーン・ローブと協力してECSC債の営業に励んだ。
1990年代半ば以降、Marcard、Stein & Co.、Carl F. Plump & Co.、Bankhaus Halbaum & Co.、Loebbecke & Co.といったドイツ国内の多数のプライベート・バンクを買収し、事業規模を拡大した。
子会社として、スイスにM・M・ヴァールブルク銀行AGとルクセンブルクにM・M・ヴァールブルクSAがある。また投資信託会社や不動産会社なども傘下に置いている。ジーグムント・ヴァールブルクが1946年にロンドンで設立したS. G. Warburg & Co.は、1960年代から1980年代にかけてシティで最も有力な投資銀行であった。1995年にS. G. Warburg & Co.はスイス銀行コーポレイションに売却され、UBS（スイス銀行とも呼ばれる）の一部門となった。
美術史家アビ・ヴァールブルクは、この銀行の創業者一族から出た。
ロン・チャーナウ『ウォーバーグ ユダヤ財閥の興亡』（上下、青木榮一訳、日本経済新聞社、1998年）に詳しい歴史が記されている。